# Aşağı Ləki
Aşağı Ləki è un comune dell'Azerbaigian situato nel distretto di Ağdaş. Conta una popolazione di 2 339 abitanti.